# Relaciones Perú-Venezuela
Las Relaciones Perú-Venezuela se refieren a las relaciones diplomáticas entre la República del Perú y la República Bolivariana de Venezuela, ambos pertenecientes a América del Sur. Además, son miembros de la Organización de los Estados Americanos y la Unión de Naciones Suramericanas.

## Historia

### SigloXVI
En 1528 el Emperador Carlos V expidió la Capitulación de Madrid, arrendando temporalmente la provincia de Venezuela a la familia Welser de Augsburgo que después de establecer la sede de la gobernación en Santa Ana de Coro dio paso a las expediciones alemanas en búsqueda de El Dorado hacia territorios de lo que sería el  virreinato del Perú.
El virreinato del Perú fue creado en el año 1542 por el emperador Carlos V, con capital en Lima. Sus fronteras se establecieron por primera vez el 13 de septiembre de 1543. Su territorio comprendía casi toda América del Sur, incluyendo Panamá y algunas islas de Oceanía, con excepción de Venezuela, que dependía del virreinato de Nueva España, y los territorios al este de la línea del Tratado de Tordesillas, bajo dominio del Imperio portugués.
En 1560, Pedro de  Ursúa lidera una expedición  financiada por el Virrey del Perú en busca de El Dorado en la región amazónica. Cuando Ursúa no permitió que la amante de Lope de Aguirre participara en la expedición, Aguirre conspiró con el capitán Fernando de Guzmán, para usar este rechazo como pretexto y provocar un motín que culminó con el asesinato de Ursúa. Luego Aguirre asesinó a Fernando de Guzmán, que había sucedido a Ursúa, tomó el mando de la expedición que llegó al oriente de la actual Venezuela probablemente navegando por el río Negro y el Orinoco. Los expedicionarios asaltaron varias ciudades de lo que hoy es la isla de Margarita, Borburata y  Valencia. En el camino hacia El Tocuyo Aguirre mató a su propia hija justo antes de ser capturado y ejecutado por los españoles en Barquisimeto.

### SigloXVII
En el siglo XVII tiene lugar en Venezuela un movimiento cultural y científico liderado por el teólogo peruano Fray Antonio González de Acuña (1620–1682) egresado de la Universidad de San Marcos, quien lleva a la fundación del colegio seminario de Santiago de León de Caracas en 1673, bajo la advocación de Santa Rosa de Lima, por lo que se le conoció también como colegio Santa Rosa antecesor de la Real y Pontificia Universidad de Caracas que sería fundada en 1721.

### SigloXIX
Ambos países comparten nexos históricos al haber pertenecido ambos al Imperio español, siendo administrados de manera separada a través de Virreinato del Perú y la Capitanía General de Venezuela.[cita requerida]
La invasión francesa en España en 1808 fomentó las ideas libertarias en las colonias españolas en América. La formación de juntas supremas de gobierno incluidas  el Virreinato del Perú y la Capitanía general de Venezuela desato la Guerra de independencia Hispanoamericana en 1810. Tras la ocupación de Lima por el ejército del general José de San Martín declaró la Independencia el 28 de julio de 1821 y se autoproclamo Protector del Perú. El 26 de julio de 1822 el general Simón Bolívar Presidente de  Colombia tuvo una conferencia con San Martín en Guayaquil para discutir la estrategia de liberación del resto de Perú. San Martín volvió a Lima y convoco la instalación del primer Congreso Constituyente del Perú en 1822. Poco después San Martin renuncia a su título de Protector del Perú y se retira a la Argentina, mientras Bolívar se preparó para la lucha contra los últimos reductos españoles en Sudamérica, que se habían retirado a la sierra y el Alto Perú bajo el mando del Virrey Laserna. La independencia del Perú se consolidó en la batalla de Ayacucho con la ayuda de los ejércitos libertadores del sur y del norte al mando del Mariscal Antonio José de Sucre.[cita requerida] Tras la exitosa campana del Alto Perú el Mariscal Sucre convoca la Asamblea Deliberante en Chuquisaca que el 3 de agosto de 1825, determinó la completa independencia de la Audiencia de Charcas y el 11 de agosto se funda la República de Bolívar. 
Los primeros años de la República se caracterizaron por el predominio del libertador Simón Bolívar en la escena política ejerciendo la presidencia del Perú entre 1824 y 1826.
Ambos países establecieron relaciones diplomáticas el 17 de febrero de 1853.[cita requerida] En Mensaje al Congreso de Venezuela, en 1881 el presidente Guzmán Blanco denuncia la agresión chilena en la guerra del Pacífico expresando que "el pueblo peruano ha luchado y lucha todavía heroicamente, con honra para el patriotismo de Sudamérica".

### SigloXX
Después del golpe de Estado en Perú de 1962, el 19 de julio el ministerio de relaciones exteriores de Venezuela emitió un comunicado expresando la decisión del gobierno de desconocer a la Junta de Gobierno constituida tras el derrocamiento del presidente Manuel Prado. La decisión estaba fundamentadaen la declaración aprobada en la V Reunión de Consulta de los ministros de Relaciones Exteriores de América, que sostenía que la existencia de regímenes no democráticos era una violación de los principios de la Organización de Estados Americanos. La Junta de Gobierno emitió un comunicado como respuesta sosteniendo que la posición venezolana constituía una injerencia en los asuntos internos de Perú.
El 30 de julio de 1963, el presidente electo del Perú Fernando Belaúnde Terry se reunió en Lima con el representante del gobierno venezolano, Rafael Caldera, con el fin de restablecer las relaciones diplomáticas entre ambos países.
El gobierno venezolano rompió relaciones diplomáticos con el Perú después del autogolpe de Estado de 1992. Luego del segundo intento de golpe de Estado de Venezuela en noviembre de 1992, la mayoría de militares golpistas huyeron al Perú, donde fueron recibidos por Alberto Fujimori en calidad de presos políticos en abril.

### SigloXXI

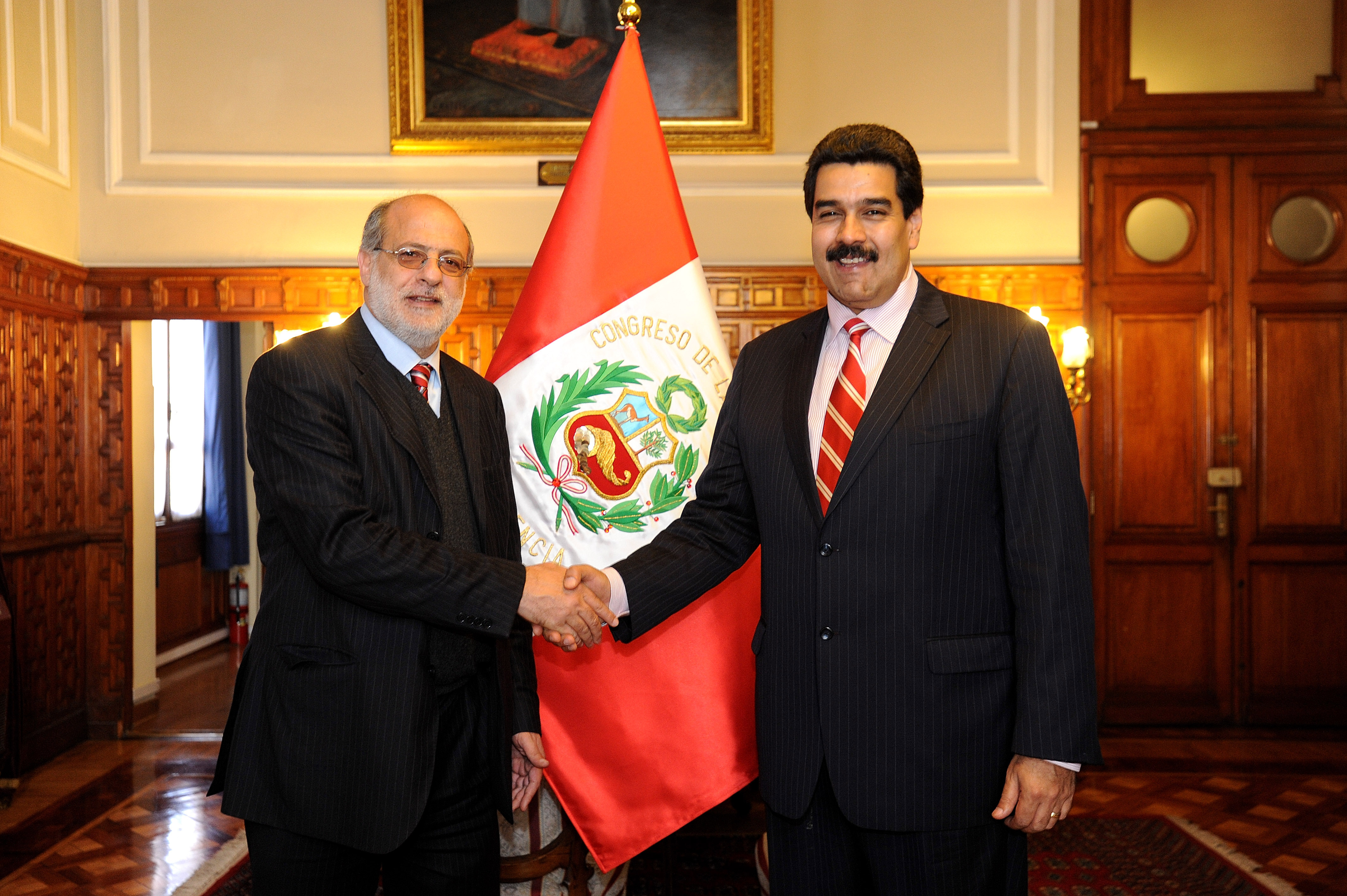
El presidente del Congreso de Perú, Daniel Abugattás, recibiendo al entonces canciller venezolano Nicolás Maduro durante una visita oficial a Perú en 2011.

En el 2001 ambos países retiran sus embajadores debido a la situación en que la policía venezolana capturó a Vladimiro Montesinos en Caracas tras una fallida operación secreta de extracción dirigida por el ministro del Interior Ketín Vidal. Las relaciones se normalizaron luego de la asunción de Alejandro Toledo y visita de Hugo Chávez en la toma de mando en el Perú. (enlace roto disponible en este archivo). (enlace roto disponible en este archivo).
El 13 de septiembre de 2015, la cancillería peruana manifestó su "preocupación por la situación" en Venezuela después de la condena a Leopoldo López, exalcalde de Chacao, opositor del gobierno de Nicolás Maduro. El embajador peruano en la OEA, Luis Chuquihuara propuso la creación de una mesa de diálogo.El 11 de agosto de 2016, el congreso peruano aprueba la moción de solidaridad en favor a Venezuela por la crisis política y humanitaria que enfrenta dicho país.
El 30 de marzo de 2017, la cancillería del Perú anuncia el retiro definitivo del embajador en Venezuela luego que el Tribunal Supremo de Venezuela asumiera las competencias de la Asamblea Nacional de Venezuela luego del autogolpe. En el 2017 se aprobó otorgar permisos temporales a venezolanos en Perú por un año. La medida para tramitar el permiso duró hasta el 31 de  diciembre de 2018. El 8 de agosto de 2017, Perú suscribió junto a otros países americanos la Declaración de Lima que "condena a la ruptura del orden democrático en Venezuela". El 26 de septiembre de 2018, Perú junto a 5 países americanos solicitaron a la fiscalía de Corte Penal Internacional (CPI) que investigue a Venezuela por supuestos crímenes de lesa humanidad y abusos a los derechos humanos bajo el gobierno de Nicolás Maduro.
En el 2019, Perú prohibió el ingreso al país de Nicolás Maduro y 99 miembros de su régimen. El 10 de enero de 2019, el Gobierno peruano llamó a consulta a su encargada de negocios en Venezuela. El 23 de enero de 2019, el Gobierno peruano reconoció a Juan Guaidó como presidente encargado de Venezuela. El 29 de enero de 2019, el Parlamento de Venezuela nombró a Carlos Scull como represente diplomático en el Perú que fue reconocido por el Perú el 31 de enero de 2019. El Estado peruano anunció la solicitud de visa a los venezolanos que quieran ingresar a territorio peruano a partir del 15 de junio de 2019. Asimismo, el régimen de Nicolás Maduro impuso ilegalmente la exigencia de visa a ciudadanos peruanos para ingresar a su territorio desde el 15 de junio de 2019. El 11 de septiembre de 2019, Perú votó en abstención la convocatoria a una reunión de los miembros del Tratado Interamericano de Asistencia Recíproca (TIAR) para discutir sobre el caso venezolano.
El 16 de octubre de 2021 con el cambio de gobierno, Perú dirigido por Pedro Castillo reestableció relaciones diplomáticas con el gobierno de Nicolás Maduro. Perú y Venezuela restablecen relaciones diplomáticas con las designaciones de Richard Fredy Rojas García como embajador en Caracas y el acceso de Alexander Gabriel Yánez Deleuze, como embajador venezolano en Lima. En diciembre de 2021 se oficializó la designación del diplomático Librado Augusto Orozco Zapata como nuevo embajador del Perú en Venezuela.

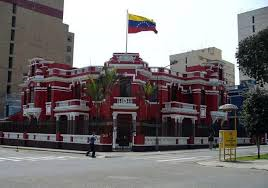
Antigua Embajada de Venezuela en Lima.

El 28 de julio de 2024, Horas antes de darse los resultados presidenciales en Venezuela en un comunicado conjunto de Ministros de Relaciones Exteriores de Uruguay, Argentina, Costa Rica, Ecuador, Panamá, Perú y Paraguay, había emitido un comunicado donde expresaron su preocupación y anunciaron que harán un seguimiento cercano de los acontecimientos electorales en Venezuela, En un comunicado conjunto de Perú con otros países latinoamericanos exigieron a Venezuela "la revisión completa de los resultados con la presencia de observadores electorales independientes" luego de los resultados electorales en Venezuela.

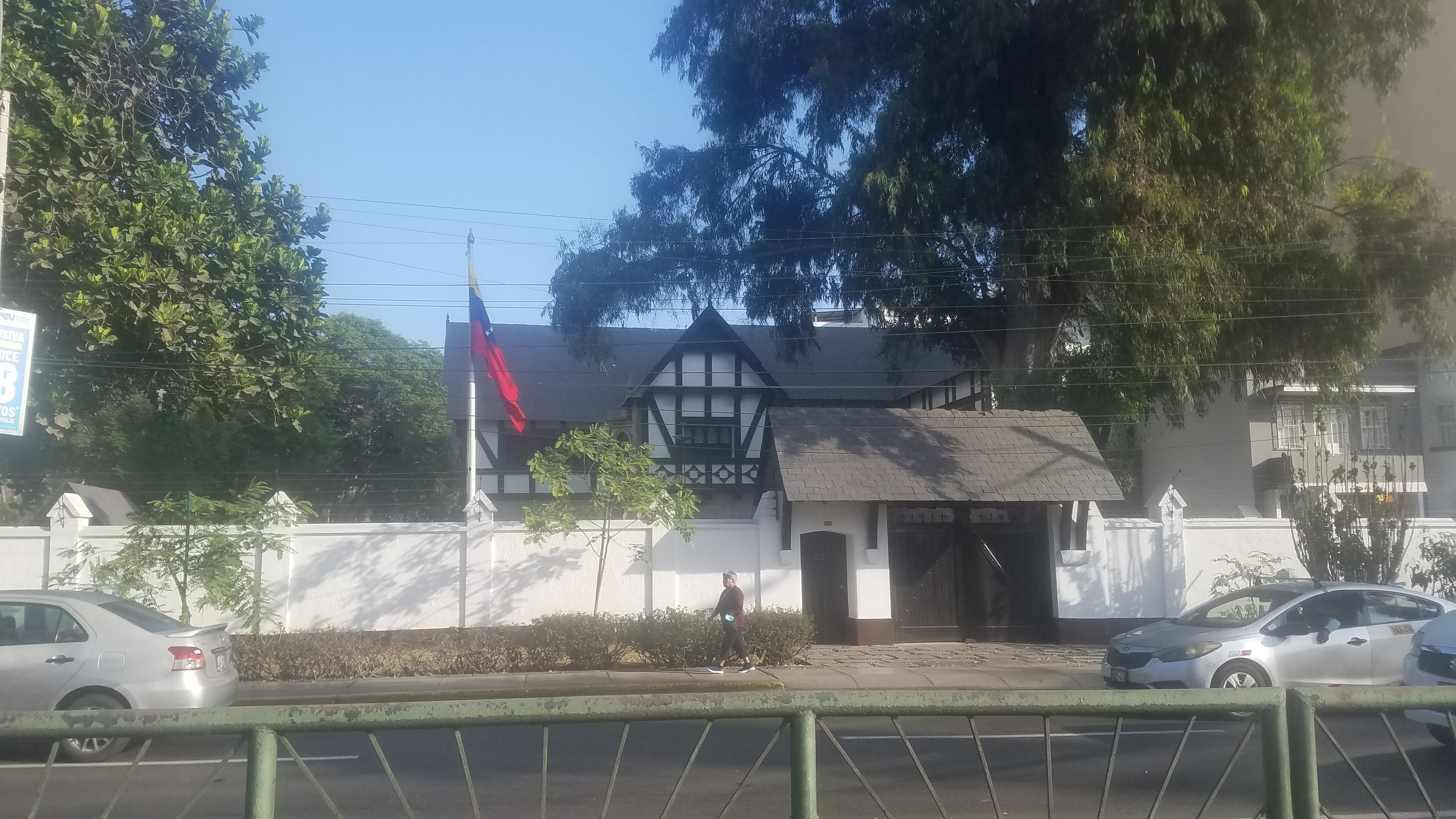
Residencia del embajador de Venezuela en Lima.

Durante la madrugada del 29 de julio el canciller de Perú, Javier González-Olaechea, anunció que llamará a consulta al embajador de su país en Venezuela por los resultados anunciados por el CNE. González-Olaechea, aseguró que su país no aceptará la violación de la voluntad popular del pueblo venezolano. En la tarde del día 29 de julio el Gobierno anuncia la ruptura de relaciones diplomáticas con Argentina, Chile, Costa Rica, Perú, Panamá, República Dominicana y Uruguay, y exige el retiro inmediato de sus representantes en territorio venezolano.
El 29 de julio de 2024, el canciller venezolano Yvan Gil, ordenó el retiro del personal diplomático en varios países, incluyendo Perú.  El 30 de julio, el ministro de Exteriores de Perú, Javier González-Olaechea, anunció el reconocimiento del opositor Edmundo González Urrutia como "presidente electo" de Venezuela. El 30 de julio el canciller de Nicolás Maduro, Yvan Gil anunció la decisión del Gobierno venezolano de romper relaciones diplomáticas con Perú. Venezuela suspende temporalmente los vuelos comerciales desde y hacia Perú desde el 31 de julio hasta el 31 de agosto.
Desde el día 5 de agosto la representación de los bienes e intereses diplomática y consular del Perú en Venezuela será asumida por Brasil. El 1 de septiembre se extiende la suspensión de vuelos comerciales a Panamá, Perú y República Dominicana desde Venezuela hasta el 30 de septiembre.

## Relaciones económicas
En materia económica, Perú y Venezuela tienen un acuerdo de alcance parcial suscrito el 7 de enero de 2012. Las relaciones comerciales para el año 2012 se lograron volúmenes de importación de unos 1,200 millones de dólares, durante la diferencia cambiaria existente, que fue muy favorable para importadores venezolanos con la existencia de un dólar barato de dos a tres veces menor que el dólar libre. Para 2023 Las relaciones comerciales esperan un intercambio de unos 170 millones de dólares, que vienen recuperandose.

## Migración
Venezuela representa el 3,7% de la emigración internacional de peruanos al 2013. Asimismo, los venezolanos representa el 2.0% inmigrantes en el Perú entre 1994 – 2012. En 2018, el Perú alberga más de 635.000 venezolanos siendo la ola migratoria más importante del siglo XXI en el Perú, y convirtiéndose así en el segundo país en el mundo en albergar la mayor cantidad de venezolanos inmigrantes después de Colombia.